# Distretto di Rēzekne
Il distretto di Rēzekne (in lettone Rēzeknes Rajons) è stato uno dei 26 distretti della Lettonia situato nella regione storico-culturale della Letgallia.
Il distretto era caratterizzato dall'abbondanza di corsi d'acqua e dalla presenza di molti laghi, in particolare i due principali laghi del paese, il lago Lubāna e il lago Rāzna.
In base alla nuova suddivisione amministrativa è stato abolito a partire dal 1º luglio 2009

## Comuni
Nel distretto si trovava una città:
- Viļāni

e 28 comuni.